# Trenbolone hexahydrobenzylcarbonate
Trenbolone hexahydrobenzylcarbonate, hoặc trenbolone cyclohexylmethylcarbonate, bán dưới tên biệt dược Parabolan và Hexabolan, là một tổng hợp, tiêm steroid đồng hóa androgen (AAS) của nhóm nandrolone và một este androgen - đặc biệt, các C17β hexahydrobenzylcarbonate (cyclohexylmethylcarbonate) este của trenbolone - mà đã được bán ở Pháp để sử dụng trong y tế ở người nhưng sau đó đã bị ngưng sử dụng.
Nó được giới thiệu ở Pháp vào năm 1980 và đã bị nhà sản xuất của nó ngừng tự nguyện vào năm 1997. Thời gian bán hủy của Trenbolone hexahydrobenzylcarbonate là khoảng 14 ngày . Thuốc hoạt động như một tiền chất kéo dài của trenbolone khi dùng qua đường tiêm bắp.